# Pernambucolövletare
Pernambucolövletare (Automolus lammi) är en fågel i familjen ugnfåglar inom ordningen tättingar.

## Utbredning och systematik
Arten förekommer enbart i östra Brasilien (Paraíba, Pernambuco och Alagoas. Den behandlas som monotypisk, det vill säga att den inte delas in i några underarter.

## Status
IUCN kategoriserar arten som starkt hotad.